# Saint-Saëns, Seine-Maritime
Saint-Saëns là một xã thuộc tỉnh Seine-Maritime trong vùng Normandie miền bắc nước Pháp.

### Huy hiệu
| Arms of Saint-Saëns | The arms of Saint-Saëns are blazoned: Argent, six torteaux (gules) 3, 2, 1 |

## Dân số
| Năm | 1962 | 1968 | 1975 | 1982 | 1990 | 1999 | 2006 |
| --- | ---- | ---- | ---- | ---- | ---- | ---- | ---- |
| Dân số | 2479 | 2463 | 2426 | 2339 | 2138 | 2553 | 2568 |
| From the year 1962 on: No double counting—residents of multiple communes (e.g. students and military personnel) are counted only once. |      |      |      |      |      |      |      |